# Jevgenij Fridman
Jevgenij Fridman (russisk: Евге́ний Влади́мирович Фри́дман) (født 26. august 1929 i Moskva i Sovjetunionen, død 7. december 2005) var en sovjetisk filminstruktør, skuespiller og manuskriptforfatter.

## Filmografi
- Skatteøen (Остров сокровищ, 1971)[1][2]